# Hotel Sky
L'Hotel Sky és un gratacel situat al carrer de Pere IV del Poblenou de Barcelona, inclòs a l'Inventari del Patrimoni Arquitectònic de Catalunya.

## Història
L'hotel de 5 estrelles, projectat per l'arquitecte Dominique Perrault i inaugurat el 2008, va ser el sisè establiment de la cadena del Grup Habitat, que ja tenia d'altres a Madrid, Barcelona i un complex de golf situat a la Costa Brava. Posteriorment passà a ser gestionat pel grup Melià.

## Descripció
Amb 120 me d'alçada i 31 plantes, és el quart gratacel més alt de la ciutat, després de les dues torres de la Vila Olímpica i la Torre Agbar. Està format per dos cossos cúbics: la base, de 50 m d'alçada, on s'ubiquen oficines i sales de reunions. i la torre, que neix d'un dels extrems de la base com un voladís que s'eleva de forma imponent cap al cel, de forma esvelta, on es troba l'hotel pròpiament dit, de 261 habitacions. Aquest complexitat a nivell constructiu li dona singularitat.
Les façanes estan recobertes de metall i vidre, materials que per una banda reflecteixen el paisatge circumdant i fa que s'integri a la trama urbana i, per altra banda, el sol dota a l'edifici d'una llum natural gràcies als rajos del sol.